# Liste des œuvres d'art du métro de Bruxelles
Cet article recense les œuvres d'art du métro de Bruxelles, en Belgique.

## Généralités
Les stations de métro de Bruxelles sont décorées d'environ 80 œuvres d'art. L'intégration d'œuvres d'art dans le métro bruxellois répond à une recherche d'humanisation d'endroits de passage à priori peu conviviaux. Au départ, la sélection des œuvres d'art dans le métro était une compétence du ministère national des Communications, qui créa en 1969 une commission artistique du métro, composée de trois membres. Lors de la régionalisation, elle a été remplacée par la Commission Artistique des Infrastructures de Déplacement (CAID), composée de douze membres. Son rôle consiste non seulement à assurer la sélection des œuvres,  mais aussi à obtenir l'accord des autorités, négocier les contrats, assister les artistes. À ces tâches viennent s'ajouter l'entretien et la rénovation des œuvres.
Il convient de souligner que les stations n'ont évidemment pas été conçues dans le but de servir d'écrin à l'œuvre d'art. Les artistes ont donc dû s'adapter à des contraintes fixées par les ingénieurs et les architectes, même si la commission s'est efforcé d'arriver à un dialogue entre les intervenants.
Compte tenu du fait que le nombre de stations est limité et qu'un choix comporte toujours une part de subjectivité, « tout amateur d'art doit admettre que la commission a bien travaillé et a constitué un aperçu représentatif de l'art belge contemporain. En toute objectivité, on peut même dire que le patrimoine artistique contemporain de Bruxelles est plus riche en sous-sol qu'en surface. ».

## Liste
| Œuvre                                             | Auteur                                 | Localisation           | Notes                                                 | Installation | Coordonnées    | Illustration                             |
| ------------------------------------------------- | -------------------------------------- | ---------------------- | ----------------------------------------------------- | ------------ | -------------- | ---------------------------------------- |
| Fragments de mémoire                              | Jephan de Villiers                     | Albert                 |                                                       | 2004         | à géolocaliser | Fragments de mémoire                     |
| Casting                                           | Vincen Beeckman                        | Anneessens-Fontainas   |                                                       | 2006         | à géolocaliser | Image manquante                          |
| Sept Ecritures                                    | Pierre Alechinsky, Christian Dotremont | Anneessens-Fontainas   |                                                       | 1976         | à géolocaliser | Image manquante                          |
| Isjtar                                            | Gilbert Decock                         | Arts-Loi               |                                                       | 1980         | à géolocaliser | Isjtar                                   |
| Ortem                                             | Jean Rets                              | Arts-Loi               |                                                       | 1976         | à géolocaliser | Image manquante                          |
| Metrorama 78                                      | Jean-Paul Laenen                       | Aumale                 |                                                       | 1982         | à géolocaliser | Metrorama 78                             |
| Compositie                                        | Guy Vandenbranden                      | Beekkant               |                                                       | 1982         | à géolocaliser | Compositie                               |
| Belgica                                           | Camiel Van Breedam                     | Belgica                |                                                       | 1987         | à géolocaliser | Image manquante                          |
| Caracola                                          | Tone Brulin                            | Bizet                  |                                                       | 1992         | à géolocaliser | Caracola                                 |
| Les Voyageurs                                     | Pierre Caille                          | Botanique              |                                                       | 1980         | à géolocaliser | Image manquante                          |
| The Last Migration                                | Jean-Pierre Ghysels                    | Botanique              |                                                       | 1977         | à géolocaliser | Image manquante                          |
| L'Odyssée                                         | Martin Guyaux                          | Botanique              |                                                       | 2004         | à géolocaliser | Image manquante                          |
| Homenagem a Fernando Pessoa                       | Júlio Pomar                            | Botanique              |                                                       | 1992         | à géolocaliser | Homenagem a Fernando Pessoa              |
| Tramification fluide - Tramification syncopée     | Émile Souply                           | Botanique              |                                                       | 1978         | à géolocaliser | Image manquante                          |
| Moving Ceiling                                    | Pol Bury                               | Bourse - Grand-Place   |                                                       | 1976         | à géolocaliser | Moving Ceiling                           |
| Nos vieux trams bruxellois                        | Paul Delvaux                           | Bourse - Grand-Place   |                                                       | 1978         | à géolocaliser | Nos vieux trams bruxellois               |
| Interurbain                                       | Marin Kasimir                          | CERIA                  |                                                       | 2003         | à géolocaliser | Image manquante                          |
| Promenade                                         | Joseph Willaert                        | Clemenceau             |                                                       | 1993         | à géolocaliser | Promenade                                |
| 16 × Icarus                                       | Paul Van Hoeydonck                     | Comte de Flandre       |                                                       | 1981         | à géolocaliser | 16 × Icarus                              |
| De stad beweegt in de palm van mijn hand          | Jan Vanriet                            | De Brouckère           |                                                       | 2004         | à géolocaliser | De stad beweegt in de palm van mijn hand |
| Cohérences                                        | Thierry Bontridder                     | Delacroix              |                                                       | 2006         | à géolocaliser | Cohérences                               |
| Delta Mouvement                                   | Jan Van den Abbeel                     | Delta                  |                                                       | 1988         | à géolocaliser | Image manquante                          |
| Diamant                                           | Michel Martens                         | Diamant                |                                                       | 1984         | à géolocaliser | Image manquante                          |
| Le Cheval d'octobre                               | Camille De Taeye                       | Eddy Merckx            |                                                       | 2003         | à géolocaliser | Image manquante                          |
| Festina lente                                     | Michel Mouffe                          | Érasme                 |                                                       | 2003         | à géolocaliser | Image manquante                          |
| De Zwarte Vijvers                                 | Jan Burssens                           | Étangs Noirs           |                                                       | 1981         | à géolocaliser | De Zwarte Vijvers                        |
| Mode in de metro                                  | Stephan Vanfleteren                    | Gare de l'Ouest        |                                                       | 2009         | à géolocaliser | Image manquante                          |
| A Beautiful Day                                   | Yves Zurstrassen                       | Gare de l'Ouest        |                                                       | 2009         | à géolocaliser | Image manquante                          |
| Flying Over                                       | Jacques Bage                           | Gare du Midi           |                                                       | 2004         | à géolocaliser | Image manquante                          |
| Structures rythmées                               | Jacques Moeschal                       | Gare du Midi           |                                                       | 1988         | à géolocaliser | Image manquante                          |
| I promise you a miracle                           | Johan Muyle                            | Gare du Nord           |                                                       | 2004         | à géolocaliser | Image manquante                          |
| 't is de wind                                     | Piet Stockmans                         | Georges Henri          |                                                       | 1992         | à géolocaliser | Image manquante                          |
| Le Tropolitain                                    | Roger Nellens                          | Gribaumont             |                                                       | 1976         | à géolocaliser | Image manquante                          |
| Notre temps                                       | Roger Somville                         | Hankar                 |                                                       | 1976         | à géolocaliser | Notre temps                              |
| The Fall of Troy                                  | Jan Cox                                | Herrmann-Debroux       |                                                       | 1985         | à géolocaliser | The Fall of Troy                         |
| L'Aviateur                                        | Roel d'Haese                           | Herrmann-Debroux       |                                                       | 1985         | à géolocaliser | L'Aviateur                               |
| Ode aan een bergrivier                            | Rik Poot                               | Herrmann-Debroux       |                                                       | 1985         | à géolocaliser | Ode aan een bergrivier                   |
| Heysel, reflet du monde au 20e siècle (et 21e...) | Jean-François Octave                   | Heysel                 |                                                       | 1998         | à géolocaliser | Image manquante                          |
| Hommage à Victor Horta                            | Jean-Pierre Hoa                        | Horta                  |                                                       | 1993         | à géolocaliser | Image manquante                          |
| Transcendance Platform                            | Raoul Servais, Pierre Vlerick          | Houba-Brugmann         |                                                       | 1986         | à géolocaliser | Image manquante                          |
| Coming up for Air                                 | Maurice Wyckaert                       | Jacques Brel           |                                                       | 1982         | à géolocaliser | Image manquante                          |
| La Fleur unique - Les Oiseaux émerveillés         | Serge Vandercam                        | Joséphine-Charlotte    |                                                       | 1979         | à géolocaliser | Image manquante                          |
| Le Cycle de la roue                               | Denis De Rudder                        | La Roue                |                                                       | 2003         | à géolocaliser | Image manquante                          |
| Les Mains de l'espoir                             | Hamsi Boubeker                         | Lemonnier              |                                                       | 1999         | à géolocaliser | Image manquante                          |
| La Terre en fleur                                 | Edmond Dubrunfaut                      | Louise                 |                                                       | 1985         | à géolocaliser | La Terre en fleur                        |
| Droom van Poelaert                                | Marcel Mayer                           | Louise                 |                                                       | 1985         | à géolocaliser | Image manquante                          |
| Portraits                                         | Benoît van Iinis                       | Maelbeek               |                                                       | 2002         | à géolocaliser | Image manquante                          |
| Carrelage Cinq                                    | Jean Glibert                           | Merode                 |                                                       | 1976-1988    | à géolocaliser | Image manquante                          |
| Vive la Sociale                                   | Roger Raveel                           | Merode                 |                                                       | 1976         | à géolocaliser | Image manquante                          |
| Rythme bruxellois                                 | Jo Delahaut                            | Montgomery             |                                                       | 1976         | à géolocaliser | Image manquante                          |
| Magic City                                        | Jean-Michel Folon                      | Montgomery             |                                                       | 1976         | à géolocaliser | Image manquante                          |
| Thema's                                           | Pol Mara                               | Montgomery             |                                                       | 1976         | à géolocaliser | Image manquante                          |
| Stop the Run                                      | Reinhoud d'Haese                       | Osseghem               |                                                       | 1982         | à géolocaliser | Image manquante                          |
| Driehoek in beweging                              | Hilde Van Sumere                       | Osseghem               |                                                       | 1982         | à géolocaliser | Image manquante                          |
| La Ville                                          | Roger Dudant                           | Parc                   |                                                       | 1974         | à géolocaliser | Image manquante                          |
| Happy Metro to You                                | Marc Mendelson                         | Parc                   |                                                       | 1974         | à géolocaliser | Image manquante                          |
| Dyade                                             | Françoise Schein                       | Parvis de Saint-Gilles |                                                       | 1993         | à géolocaliser | Image manquante                          |
| Que la mer épargne                                | Lismonde                               | Pétillon               |                                                       | 1976         | à géolocaliser | Image manquante                          |
| Hallepoort                                        | Raoul De Keyser                        | Porte de Hal           |                                                       | 1988         | à géolocaliser | Hallepoort                               |
| Passage inconnu                                   | François Schuiten                      | Porte de Hal           |                                                       | 1993         | à géolocaliser | Passage inconnu                          |
| Het uiteindelijk verkeer                          | Octave Landuyt                         | Porte de Namur         |                                                       | 1979         | à géolocaliser | Image manquante                          |
| Le Feu de Néron - La Bataille des Stylites        | Fernand Flausch                        | Ribaucourt             |                                                       | 1988         | à géolocaliser | Image manquante                          |
| Zigzagramme                                       | Pierre Cordier                         | Rogier                 |                                                       | 1988         | à géolocaliser | Image manquante                          |
| Les Couleurs de la solidarité                     | Pjeroo Roobjee, Gino Tondat            | Rogier                 |                                                       | 2004         | à géolocaliser | Image manquante                          |
| Le Roi Baudouin                                   | Élisabeth Barmarin                     | Roi Baudouin           |                                                       | 1998         | à géolocaliser | Image manquante                          |
| Vol de canards                                    | Philippe Decelle                       | Roi Baudouin           |                                                       | 1998         | à géolocaliser | Image manquante                          |
| Intégration Roodebeek                             | Luc Peire                              | Roodebeek              |                                                       | 1982         | à géolocaliser | Image manquante                          |
| Millefeuille                                      | Thierry Renard                         | Sainte-Catherine       |                                                       | 2007         | à géolocaliser | Image manquante                          |
| Wij leven                                         | Frans Minnaert                         | Saint-Guidon           |                                                       | 1982         | à géolocaliser | Image manquante                          |
| Four Sizes Available See Over, 1997-2006          | Berlinde De Bruyckere                  | Simonis                |                                                       | 2006         | à géolocaliser | Image manquante                          |
| Archetypes                                        | Walter Leblanc                         | Simonis                |                                                       | 1986         | à géolocaliser | Image manquante                          |
| Arcade « Seine et Escaut »                        | Louis-Eugène Simonis                   | Simonis                |                                                       | 1862         | à géolocaliser | Image manquante                          |
| Tintin dans le métro                              | Hergé                                  | Stockel                |                                                       | 1988         | à géolocaliser | Image manquante                          |
| Stuyvenbergh                                      | Yves Bosquet                           | Stuyvenbergh           |                                                       | 1985         | à géolocaliser | Image manquante                          |
| Sculptures                                        | Félix Roulin                           | Thieffry               |                                                       | 1976         | à géolocaliser | Sculptures                               |
| Mouvements-Bewegingen                             | Monica Droste, Guy Rombouts            | Tomberg                |                                                       | 1998         | à géolocaliser | Image manquante                          |
| La Grande Taupe et le Petit Peintre               | Paul De Gobert                         | Vandervelde            |                                                       | 1982         | à géolocaliser | La Grande Taupe et le Petit Peintre      |
| Voûtes flexibles                                  | Tapta                                  | Veeweyde               |                                                       | 1985         | à géolocaliser | Image manquante                          |
| La Pietà                                          | Antoine Mortier                        | Yser                   |                                                       | 1988         | à géolocaliser | Image manquante                          |
|                                                   | Daniel Deltour                         | Gare Centrale          | Dans le couloir reliant la gare à la station de métro | 2010         | à géolocaliser |                                          |